# Wolfgang Guillem I del Palatinat-Neuburg
Wolfgang Guillem I del Palatinat-Neuburg (alemany: Wolfgang Wilhelm von Pfalz-Neuburg)  (Neuburg an der Donau, 4 de novembre de 1578 (Gregorià) - Düsseldorf, 20 de març de 1653) fou un príncep imperial alemany de la casa de Wittelsbach. Era fill del comte palatí i duc de Neuburg Felip Lluís (1547-1614) i d'Anna de Jülich-Cleves-Berg (1552-1632).
En morir sense descendència el seu tiet, el duc Joan Guillem de Jülich-Clèveris-Berg, Wolfgang Guillem va ser un dels vencedors de la pugna per la successió del ducat (1609-1614) entre l'elector Joan Segimon I de Brandenburg i el seu pare. El 1614 succeí el seu pare al capdavant del ducat del Palatinat-Neuburg, i s'arribà a un acord amb Joan Segimon a través del qual ell es quedava amb els territoris de Jülich i de Berg.
El 1615, fou nomenat Cavaller de l'Orde del Toisó d'Or. A partir d'aquest moment Wolfgang Guillem decideix convertir-se al catolicisme i practica una estricta política de neutralitat en la Guerra dels Trenta Anys, de manera que els seus dominis evitaren la devastació que originà el conflicte bèl·lic.

## Matrimoni i fills
L'11 de novembre de 1613 se va casar amb Magdalena de Baviera (1587-1628), filla del duc Guillem V (1548-1626) i de Renata de Lorena (1544-1602). D'aquest primer matrimoni en nasqué:
- Felip Guillem (1615-1690), el seu successor, casat primer amb Anna Caterina Constança Vasa, i després amb Elisabet Amàlia de Hessen-Darmstadt (1635-1709).

El 1631 es casà amb Caterina Carlota del Palatinat-Zweibrücken (1615-1651), amb qui va tenir dos fills:
- Ferran Felip, nascut i mort el 1633.
- Elionor Francesca, nascuda i morta el 1634.

El 1651 es casà per tercera vegada amb la comtessa María Francesca de Fürstenberg-Heiligenberg (1633-1702).